# Ouaoula
Ouaoula  (in arabo واولى‎?) è un centro abitato e comune rurale del Marocco situato nella provincia di Azilal, regione di Béni Mellal-Khénifra. Conta una popolazione di 24 790 abitanti (censimento 2014).